# Verein für Bistumsgeschichte der Diözese Augsburg
Der Verein für Bistumsgeschichte der Diözese Augsburg e.V., gegründet im Juni 1965, ist ein Geschichtsverein, der sich hauptsächlich mit der Diözesangeschichte des Bistums Augsburg beschäftigt. 
Der Verein zählt über 800 Mitglieder aus dem In- und Ausland. Protektor des Vereins ist der Bischof von Augsburg. Aktuell ist dies Bischof Bertram Meier. Der Verein führt Ausstellungen durch, unternimmt Exkursionen und gibt Publikationen heraus. Er unterstützt das Diözesanmuseum St. Afra und fördert junge Historiker mit dem Bistumsgeschichtlichen Förderpreis.

## Organisation

### Ziele
Der Verein hat es sich zur Aufgabe gemacht, das Interesse für die regionale Kirchengeschichte zu wecken und die Geschichte der Diözese Augsburg wissenschaftlich zu erforschen. Es gilt, so die Vorstandschaft, christliche Zeugnisse der Vergangenheit zu sichern und zu erhalten.

### Vorstand
Der geschäftsführende Vorstand besteht laut Satzung aus dem Vorsitzenden, dem ersten und dem zweiten stellvertretenden Vorsitzenden sowie bis zu neun Beisitzern. Alle Vorstandsmitglieder werden auf die Dauer von fünf Jahren von der Mitgliederversammlung gewählt. Mindestens ein Mitglied des Vorstands soll dem Domkapitel der Diözese Augsburg angehören.

### Vorsitzende
Seit der Gründung im Jahre 1965 hatte der Verein vier erste Vorsitzende:
- 1965–1971: Dompropst Adalbert Vierbach
- 1971–2001: Peter Rummel
- 2001–2011: Prälat Eugen Kleindienst
- seit 2011: Domkapitular Thomas Groll

### Mitgliederzahlen
Nach der Gründung des Vereins erhöhte sich die Anzahl der Mitglieder rasant. Laut eigenen Angaben hat er im Moment etwa 800 Mitglieder.

## Aktivitäten

### Publikationen
Jährlich gibt der Verein ein Jahrbuch heraus. Es erschien erstmals 1967. Außerdem gibt er in einer Sonderreihe Monographien heraus.

### Bistumsgeschichtlicher Förderpreis
Der „Bistumsgeschichtliche Förderpreis“, der mit 2500 € dotiert ist, wird für herausragende wissenschaftliche Leistungen vergeben. Ein Ehrenausschuss verleiht ihn in einem Zeitraum von jeweils zwei Jahren. Die wissenschaftliche Leistung beschränkt sich auf die Erforschung der Kirchengeschichte Schwabens und Bayerns, mit Vorzug der Augsburger Bistumsgeschichte.
Bisherige Preisträger:
- 2000: Walter Ansbacher
- 2002: Wolfgang Wallenta
- 2004: Klaus Unterburger
- 2006: Karin Precht-Nußbaum
- 2009: Irmgard Zwingler
- 2011: Karina Garhammer
- 2016: Rainer Florie
- 2022: Georg Kolb